# Sakala (Schiff)
Die Sakala (Kennung: M314) ist ein Minenjagdboot der estnischen Marine. Die Sakala ist das zweite von insgesamt drei modernisierten Booten der Sandown-Klasse, welche die estnischen Seestreitkräfte von der Royal Navy erworben haben. Ursprünglich stand das Boot als Inverness (auch HMS Inverness; Kennung: M102) im Dienst der Royal Navy.

## Geschichte
Die Inverness wurde im Vereinigten Königreich als zweites von fünf Booten des ersten Bauloses der Sandown-Klasse in der Vosper-Thornycroft-Schiffswerft gebaut. Es lief am 27. Februar 1990 vom Stapel und wurde ein Jahr später, am 24. Januar 1991, in Dienst gestellt. Unter anderem auch vor dem Hintergrund der veränderten Lage am Anfang des 21. Jahrhunderts wurden die Inverness und zwei ihrer Schwesterschiffe, Sandown und Bridport, außer Dienst gestellt und an die Marine Estlands verkauft.
Von dieser wurde das Boot als Sakala reaktiviert und der Minenabwehrdivision („Miinilaevade Divisjon“) zugeordnet. Der heutige Schiffsname Sakala stammt von der altertümlichen Grafschaft Sakala, welche heute als Viljandimaa bekannt ist, jedoch oft „Sakalamaa“ genannt wird.

## Zweite Dienstzeit (estnische Marine)

### Aufgaben
- Sicherheit und Freiheit in estnischen Gewässern gewährleisten
- Minenräumen
- Seenotrettungsdienst
- Beteiligung an Einsätzen im Rahmen von BALTRON
- Vertretung Estlands bei internationalen Übungen und Operationen
- Zusammenarbeit mit dem Grenzschutz
- Ausbildung der Besatzung

### Schiffswappen und -motto
Das Schiffswappen wurde in einer Zeremonie am 24. Januar 2008 in Schottland präsentiert. Ein schwarzes Schild steht für die fruchtbaren Böden von Sakala und die gebräuchliche Kleidung der Männer. Die Rose weist auf die Hauptstadt des „Sakalamaa Viljandi“ hin. Die Schwerter repräsentieren Sakalas bedeutende Rolle im altertümlichen estnischen Freiheitskampf und den Kampfgeist, da Silber für Loyalität steht. Das Wappen wurde von Priit Herodes entworfen. Das Schiffsmotto lautet in Latein „In nomine libertatis“ – auf Deutsch „Im Namen der Freiheit“.

### Kommandanten
- Vanemleitnant Ain Pärna
- Vanemleitnant Erkki Silm
- Vanemleitnant Toomas Auväärt
- Vanemleitnant/Kaptenmajor Ott Laanemets (2015–2016)
- Kaptenmajor Annes Babenko (2017–2024)
- Kaptenmajor Meelis Kants (2024–2025)
- Vanemleitnant/Kaptenmajor Heimo Trave (seit 2025)